# Flughafen al-Faschir

i7
i11
i13
Der Flughafen al-Faschir (arabisch مطار الفاشر, IATA-Code: ELF, ICAO-Code: HSFS) ist ein Verkehrsflughafen der Stadt al-Faschir im Sudan. Er wird unter anderem täglich von Fluggesellschaften aus Khartum angeflogen. Darüber hinaus dient er der sudanesischen Luftwaffe sowie der UNAMID-Friedenstruppe als Stützpunkt.